# Tedstone Wafer
Tedstone Wafer est une paroisse civile et un village du Herefordshire, en Angleterre.